# Часовня Ксении Петербургской (Осташков)
Часовня Ксении Петербургской — православная часовня в Осташкове, Тверская область. Памятник архитектуры регионального значения.

## Расположение
Часовня расположена в историческом центре города. Находится по адресу: Евстафьевская (ранее Миллионная) улица, 44.

## История
Часовня была построена в 1891 году в память о смерти попечителя Осташковской общественной Пожарной команды, дворянина Федора Кондратьевича Савина.
Деньги на строительство часовни пожертвовала вдова Савина, известная актриса Прасковья Ивановна Орлова-Савина.
Часовня каменная, была построена известным осташковским строителем Иваном Николаевичем Суравковым (1861—1941), под руководством которого было возведено немало храмов (в том числе храм Преображения Господня у истока Волги, церковь Вознесения в Знаменском монастыре Осташкова и храм Рождества Иоанна Предтечи на Ширковом погосте) и гражданских зданий в Осташкове и окрестностях.
В советское время в здании часовни размещалась керосиновая лавка. Только в начале XXI века часовня была возвращена верующим и освящена в честь Ксении Петербургской.

## Архитектура
Здание часовни представляет собой небольшой четверик, который завершен невысоким шатром и увенчан вытянутой луковичной главкой. Верхнюю часть стены украшает развитый карниз с поребриком, а арочные оконные проемы, посаженные вглубь стены и отмеченные высоким кокошником, придают часовне особую нарядность.